# Lasioglossum semiviride
Lasioglossum semiviride är en biart som först beskrevs av Heinrich Friese 1909.  Lasioglossum semiviride ingår i släktet smalbin, och familjen vägbin. Inga underarter finns listade i Catalogue of Life.